# مذكرات شوشو (مسلسل)
مذكرات شوشو هو مسلسل تلفزيوني مصري، من بطولة صلاح ذو الفقار، عُرض أول مرة علي شاشة التليفزيون المصري في عام 1993.

## الشخصيات الرئيسية
- صلاح ذو الفقار
- شيرين سيف النصر
- شريف منير
- عايدة عبد العزيز